# Michael Spiteller
Michael Spiteller (* 24. April 1954 in Herrsching am Ammersee) ist ein österreichischer Umweltchemiker.

## Leben
Spiteller studierte von 1972 bis 1976 an der Göttinger Georg-August Universität Chemie. 1979 wurde er dort auch promoviert. Von 1979 bis 1982 arbeitete er als wissenschaftlicher Assistent am Lehrstuhl für Bodenkunde der Universität Bayreuth. Mit einem Habilitationsstipendium der Deutschen Forschungsgemeinschaft wurde er an der Forstlichen Fakultät der Universität Göttingen im Mai 1985 habilitiert. Im Oktober des gleichen Jahres ging er als Gruppenleiter in das Monheimer Pflanzenschutzzentrum der Bayer AG. 1990 wurde er Außerordentlicher Professor für Bodenkunde an der Universität Göttingen. 1993 folgte er einem Ruf als Ordentlicher Professor an die Universität-Gesamthochschule Kassel, wo er bis 1999 den Lehrstuhl für Ökologische Chemie innehatte. Am 1. November 1999 ging er an die Technische Universität Dortmund, wo er seither das Institut für Umweltforschung (INFU) der Fakultät Chemie leitet.
Michael Spiteller ist der Sohn des Naturstoffchemikers Gerhard Spiteller. Seine Brüder sind die Chemiker Peter Spiteller (* 1971, W3-Professor für Organische Chemie und Instrumentelle Analytik an der Universität Bremen) und Dieter Spiteller (* 1974, W3-Professor für Chemische Ökologie und Chemische Biologie an der Universität Konstanz).

## Arbeitsgebiete
Die Schwerpunkte von Spitellers Forschungsprojekten sind der Stoffwechsel und der Verbleib von natürlichen und anthropogenen Substanzen in Boden, Wasser und Pflanzen.
Spiteller ist Autor beziehungsweise Co-Autor von über 300 Veröffentlichungen. Er ist seit 2005 Ehrendoktor der Universität Novi Sad.

## Schriften (Auswahl)
- (Hrsg. mit Müfit Bahadir und Harun Parlar) Springer Umweltlexikon. 2. Auflage. Springer, Berlin 2000, ISBN 3-540-63561-0 (eingeschränkte Vorschau in der Google-Buchsuche).